# Nicolas Gygax
Nicolas Gygax (ur. 15 lutego 1996) – szwajcarski narciarz dowolny, specjalizujący się w skokach akrobatycznych, mistrz świata, uczestnik igrzysk olimpijskich.
W Pucharze Świata zadebiutował 20 lutego 2016 roku w Mińsku, zajmując 13. miejsce w skokach. Tym samym zdobył pierwsze punkty do klasyfikacji generalnej cyklu. W sezonie 2016/2017 dwukrotnie uplasował się w pierwszej dziesiątce zawodów Pucharu Świata – 17 grudnia 2016 w Pekinie był dziesiąty, a 3 lutego 2017 w Deer Valley ósmy.
Dwukrotnie uczestniczył w mistrzostwach świata. W 2017 roku w Sierra Nevada był 21. w skokach akrobatycznych, a w 2019 roku w Deer Valley w tej konkurencji zajął 18. miejsce. Wystąpił również w rywalizacji drużynowej, w której wraz z Carol Bouvard i Noé Rothem zdobył złoty medal mistrzostw świata.
W 2018 roku wystartował na igrzyskach olimpijskich w Pjongczangu. W zawodach w skokach akrobatycznych zajął 23. miejsce.

## Osiągnięcia

### Igrzyska olimpijskie
| Miejsce | Dzień     | Rok  | Miejscowość | Konkurencja        | Zwycięzca           | Źródło |
| ------- | --------- | ---- | ----------- | ------------------ | ------------------- | ------ |
| 16.     | 16 lutego | 2018 | Pjongczang  | Skoki akrobatyczne | Ołeksandr Abramenko | [ 6 ]  |
| 24.     | 16 lutego | 2022 | Pekin       | Skoki akrobatyczne | Qi Guangpu          | [ 7 ]  |

### Mistrzostwa świata
| Miejsce | Dzień    | Rok  | Miejscowość   | Konkurencja                  | Zwycięzca       | Źródło |
| ------- | -------- | ---- | ------------- | ---------------------------- | --------------- | ------ |
| 21.     | 10 marca | 2017 | Sierra Nevada | skoki akrobatyczne           | Jonathon Lillis | [ 8 ]  |
| 18.     | 6 lutego | 2019 | Deer Valley   | skoki akrobatyczne           | Maksim Burow    | [ 9 ]  |
| 1.      | 7 lutego | 2019 | Deer Valley   | skoki akrobatyczne drużynowo | –               | [ 4 ]  |
| 9.      | 10 marca | 2021 | Ałmaty        | skoki akrobatyczne           | Maksim Burow    | [ 10 ] |

### Puchar Świata

#### Miejsca w klasyfikacji generalnej
- sezon 2015/2016: 179.
- sezon 2016/2017: 103.
- sezon 2017/2018: 158.
- sezon 2018/2019: 82.
- sezon 2019/2020: 165.[11]

Od sezonu 2020/2021 klasyfikacja skoków akrobatycznych jest jednocześnie klasyfikacją generalną.
- sezon 2020/2021: 7.[11]
- sezon 2021/2022: 12.

#### Miejsca na podium w zawodach
1. Ałmaty – 13 marca 2021 (skoki) – 2. miejsce
2. Le Relais – 5 stycznia 2022 (skoki) – 3. miejsce